# Richard Boyle
Richard Boyle, także Lord Burlington (ur. 25 kwietnia 1694 w Londynie, zm. 15 grudnia 1753 w Chiswick) – brytyjski arystokrata i architekt, popularyzator palladianizmu, trzeci hrabia Burlington i czwarty hrabia Cork.

## Życiorys
Podobnie jak inni arystokraci epoki odbył podróż do Włoch (zakończoną w 1719), podczas której zgromadził kolekcję dzieł sztuki. Bardzo wcześnie głosił powrót do form klasycznych. Sfinansował angielskie wydanie Palladia i wspomógł Williama Kenta, wydawcę dzieł Inigo Jonesa. W 1721 poślubił Dorothy Savile, córkę markiza Halifaksu. W 1725 zaprojektował i zbudował w swoich ogrodach pod Londynem Chiswick House wzorowany na Villa Rotonda Palladia. W 1730 zaprojektował i zbudował Sevenoaks School.